# Hypericum socotranum
Hypericum socotranum är en johannesörtsväxtart som beskrevs av Peter Good. Hypericum socotranum ingår i släktet johannesörter, och familjen johannesörtsväxter. Inga underarter finns listade i Catalogue of Life.